# Dorota
Dorotaⓘ – imię żeńskie pochodzące z gr. Δωροθέα (gr. δῶρον – dar i θεός – bóg, „dar od boga”). Jego męskim odpowiednikiem jest Doroteusz. W Polsce imię to odnotowano po raz pierwszy w 1385. Znane są też inne formy tego imienia: Dochna, Dora, Doroteja, Dorotka. To samo znaczenie ma złożone z analogicznych członów, tylko w odwrotnej kolejności, imię Teodora (a także imię Mateusz pochodzenia hebrajskiego).
Dorota imieniny obchodzi: 6 lutego, 25 czerwca, 7 sierpnia i 5 września.
W 2018 roku w polskiej bazie PESEL było zarejestrowanych 271 835 kobiet o imieniu Dorota. Zajmuje ona 42. miejsce wśród popularności imion w Polsce i 23. miejsce wśród imion żeńskich. Tego roku zarejestrowano 409 dziewczynek o tym imieniu.

## Odpowiedniki w innych językach
- ang. Dorothy
- czes. Dorota
- duński Ditte
- esperanto Dorotea[6]
- fin. Teija
- fr. Dorothée
- hiszp. Dorotea
- irl. Doreen
- lit. Dorotėja, Darata, Urtë
- niem. Dorothea, Doris
- norw. Dorothea
- słow. Dorota
- szw. Dorotea
- ukr. Dorofija, Dorotija
- węg. Dorottya
- wł. Dorotea

## Osoby noszące imię Dorota

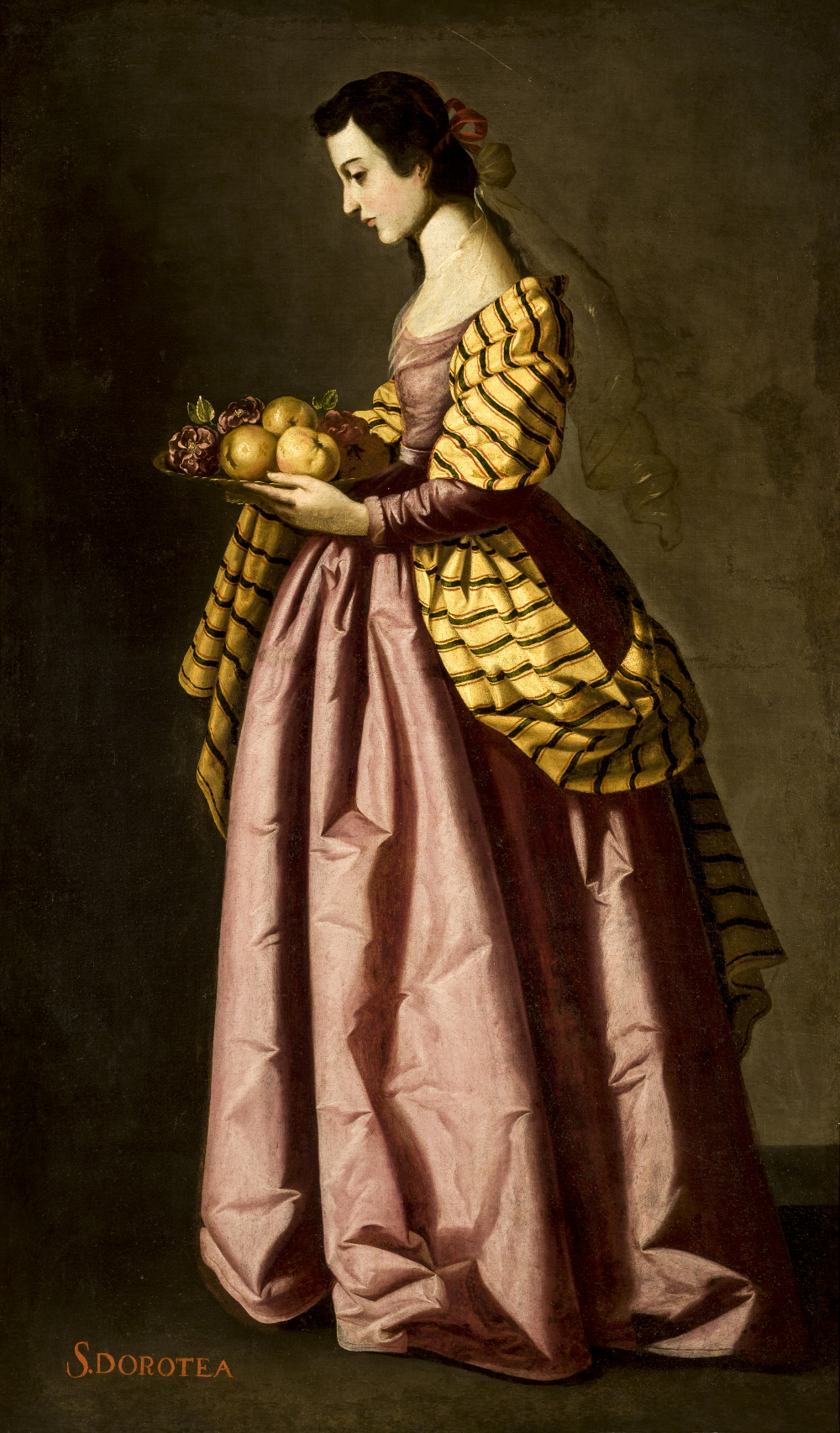
Francisco de Zurbarán Święta Dorota

### Święte i błogosławione Kościoła katolickiego
- św. Dorota z Cezarei – dziewica i męczenniczka z czasów starożytnych (wspomnienie liturgiczne: 6 lutego)[7],
- św. Dorota z Aleksandrii – pustelniczka[8] (wspomnienie liturgiczne: 6 lutego)[9][10],
- bł. Dorota z Mątowów – mistyczka (wspomnienie liturgiczne: 25 czerwca)[11],

### Święte Cerkwi Prawosławnej[12]
- Dorota – święta mniszka, 10 października[13],
- Dorota z Cezarei (Kapadocka) – męczennica, dziewica, 19 lutego[14],

### Pozostałe
- Dorota, królewna duńska
- Dorota Arciszewska-Mielewczyk, polityczka
- Dorota Całek, śpiewaczka operowa
- Dorota Chotecka, aktorka
- Dorothy Day, amerykańska działaczka społeczna
- Dorota Dziedzic-Chojnacka, poetka
- Dorota Folga-Januszewska, historyczka sztuki
- Dorota Gardias, dziennikarka
- Dorota Gawryluk, dziennikarka
- Dorota Gellner, poetka
- Dorota Idzi, pięcioboistka
- Dorota Jarema, skrzypaczka
- Dorota Kamińska, aktorka
- Dorota Kawęcka, aktorka, reżyserka
- Dorota Kempka, polityczka
- Dorota Kolak, aktorka
- Dorota Kaczyńska-Ciosk, pisarka
- Dorota Landowska, aktorka
- Dorothea Lange, amerykańska fotografka
- Dorota Masłowska, pisarka
- Dorota Miśkiewicz, wokalistka jazzowa
- Dorota Niedziela, polityczka
- Dorothy Parker, amerykańska pisarka
- Dorota Pomykała, aktorka
- Dorota Pykosz, siatkarka
- Dorota Rabczewska, piosenkarka
- Dorota Radomska, aktorka
- Dorota Radomska, śpiewaczka operowa
- Doris Roberts, amerykańska aktorka
- Dorota Segda, aktorka, rektor Akademii Sztuk Teatralnych w Krakowie
- Dorota Silaj, pisarka
- Dorota Simonides, polityczka, folklorystka
- Dorota Stalińska, aktorka
- Dorota Świeniewicz, siatkarka
- Dorota Terakowska, pisarka
- Dorota Tlałka-Mogore, narciarka
- Dorota Warakomska, dziennikarka
- Dorota Wellman, dziennikarka
- Dorothea Wierer, włoska biathlonistka
- Dorota Wysocka-Schnepf, dziennikarka
- Dorota Siudek, łyżwiarka figurowa
- Dorota Zawadzka, psycholożka dziecięca

## Przysłowia
- Na Świętej Doroty będzie śniegu za płoty.
- Słodka Dorotka, ale droga nieboga.
- U Dosi nic nie uprosi.
- Po świętej Dorocie pójdziesz po błocie.
- Święta Dorota – miej się do płota.
- Każda Dorota ma swoje kłopota.
- Święta Dorota wypuszcza skowronka za wrota.
- Po Świętej Dorocie wyschną chustki na płocie.

## Inne znaczenia
- Dorota – część Zabrza